# Szentgotthárd
Szentgotthárd é uma cidade da Hungria, situada no condado de Vas. Tem 67,73 km² de área e sua população em 2019 foi estimada em 8.864 habitantes.